# NGC 3521
NGC 3521 ist eine leuchtschwache, aktive Balken-Spiralgalaxie mit ausgedehnten Sternentstehungsgebieten vom Hubble-Typ SBdc im Sternbild Löwe auf der Ekliptik. Sie ist schätzungsweise 30 Millionen Lichtjahre von der Milchstraße entfernt und hat einen Durchmesser von etwa 145.000 Lichtjahren.
Aufgrund des unregelmäßigen Halos wird vermutet, dass eine Kollision mit einer anderen Galaxie stattgefunden hat. Die langen Spiralarme sind unregelmäßig und mit Lücken durchsetzt, wodurch sie ein flockiges Aussehen zeigen.
Im selben Himmelsareal befinden sich unter anderem die Galaxien IC 671, PGC 33510, PGC 33768, PGC 33608.
Das Objekt wurde am 22. Februar 1784 von dem deutsch-britischen Astronomen Wilhelm Herschel entdeckt.

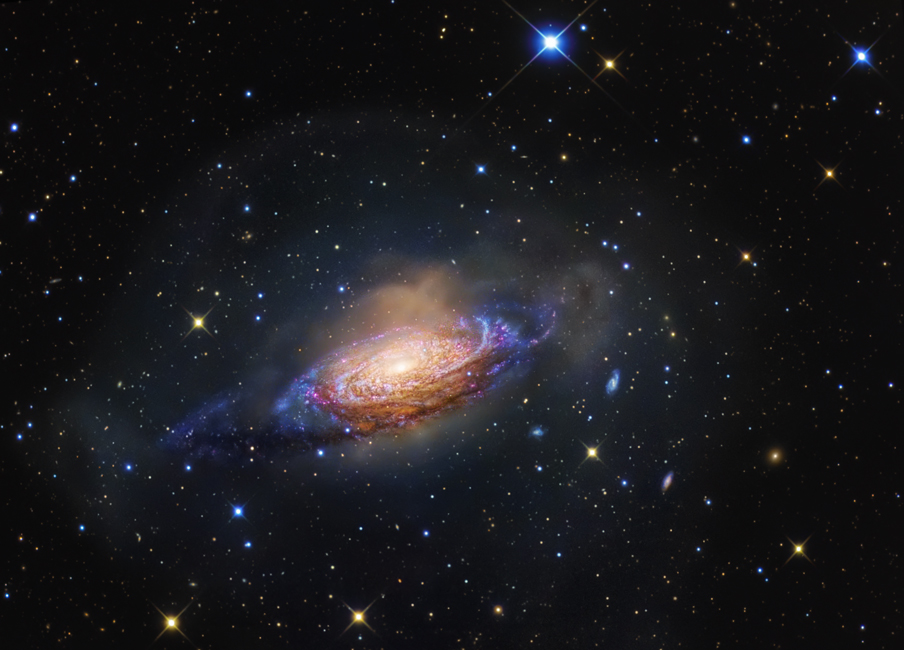
Langbelichtete Panoramaaufnahme mit einem 50 cm durchmessenden Amateurteleskop
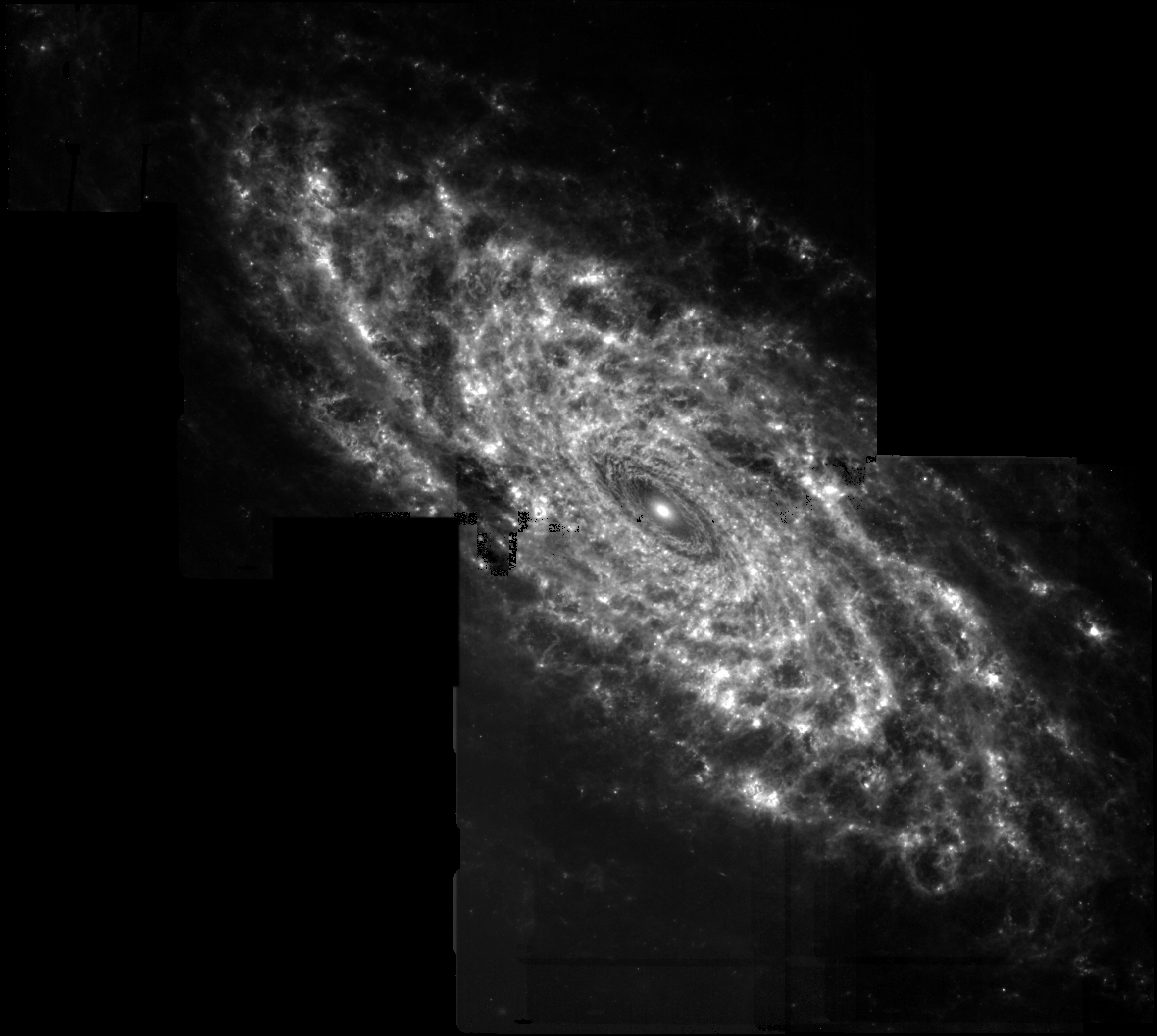
MIRI-Aufnahme mithilfe des James-Webb-Teleskops